# 廣州公車409路
广州公交409路是由广州市一汽巴士有限公司运营的公交线路，于2008年至2019年间往来河水东大街口总站和沙太南路总站，于2020年复行至今，并调整为鳌鱼岗（华新健康城）总站环线。

## 一代409路（2008年至2019年）
一代409路于2008年6月9日开通，当时其为白云区中小巴线路系统的一部分，行经河水大街、河水东直街、鳌鱼岗大街和河水西大街，沿途仅停靠河水东大街口总站、河水东大街站、河水大街站和沙太南路总站，用于加强河水街社区与主干道沙太路的衔接。
此后受河水村的雨污分流改造工程影响，河水东大街需要进行围蔽施工，一代409路于2019年5月26日起暂停运营。

## 二代409路（2020年至今）
二代409路于2020年5月6日开通，线路从鳌鱼岗（华新健康城）总站出发，经鳌鱼岗路、廣汕公路至燕塘地铁站後，原路折返回鳌鱼岗（华新健康城）总站，沿途串联起武警医院、汕头大学广州华新骨科医院、福瑞馨养老院等多个医疗和养老机构。
二代409路沿途仅停靠：鳌鱼岗（华新健康城）总站—武警医院—燕塘企业—燕塘企业（对侧站点）—武警医院（对侧站点）—鳌鱼岗（华新健康城）总站，实质上是往返于鳌鱼岗（华新健康城）总站和燕塘企业站、接驳地铁3号线和6号线的微循环线路。